# Decauville

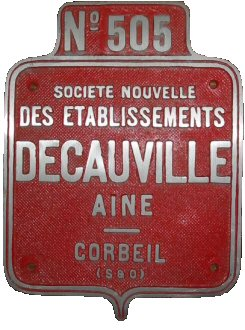
Naamplaat van Decauville

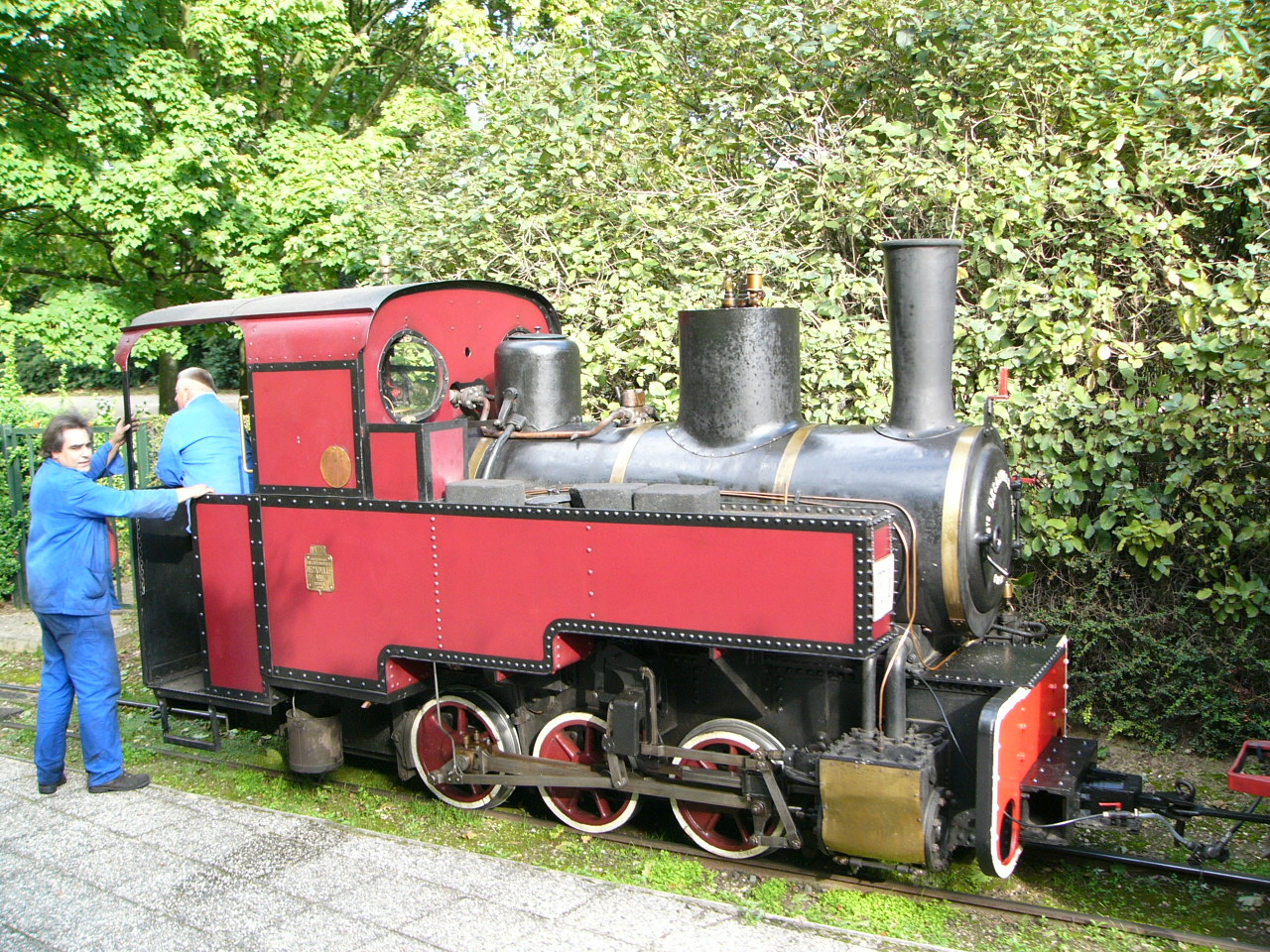
Decauville stoomlocomotief

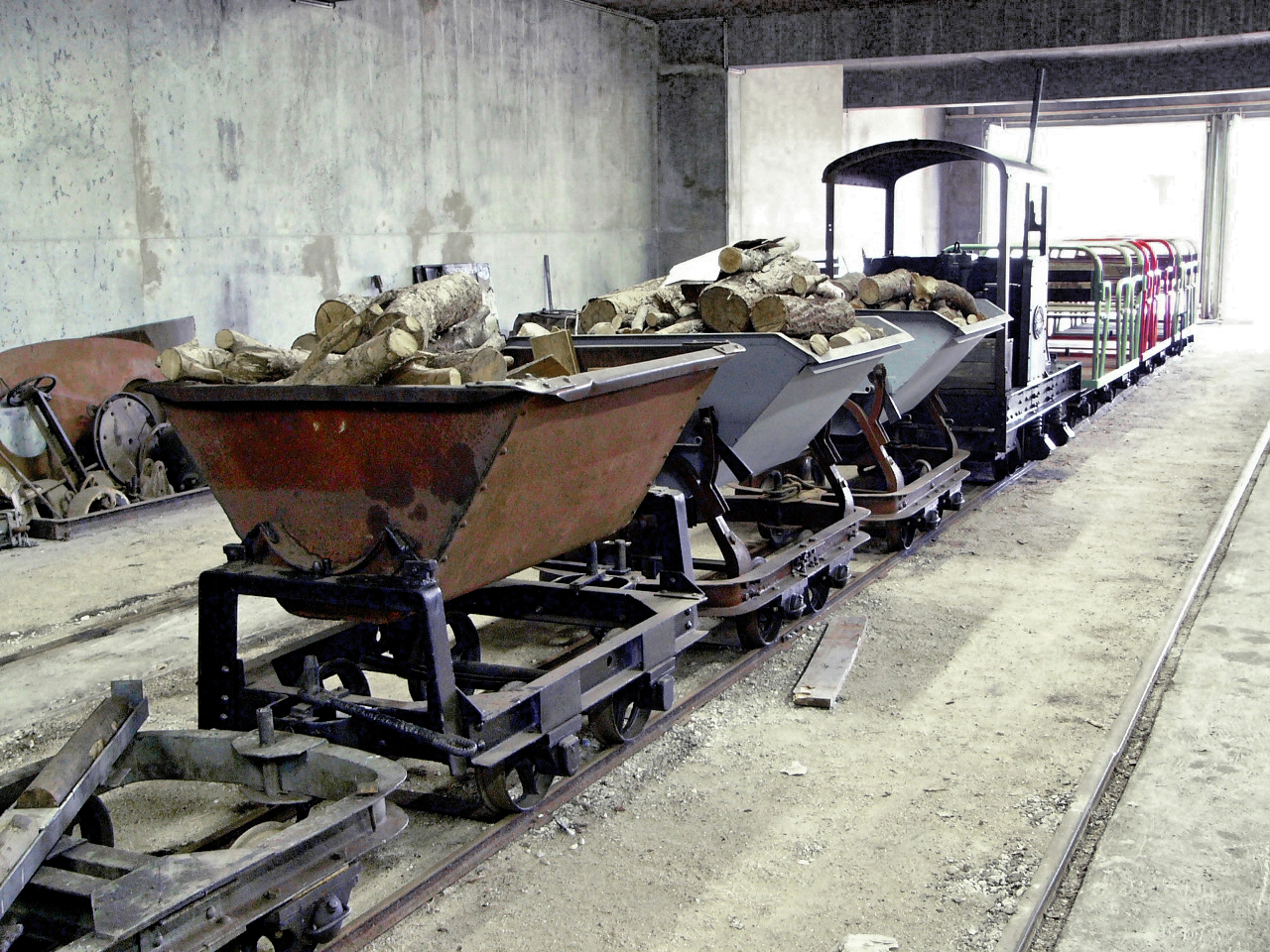
Decauville lorries

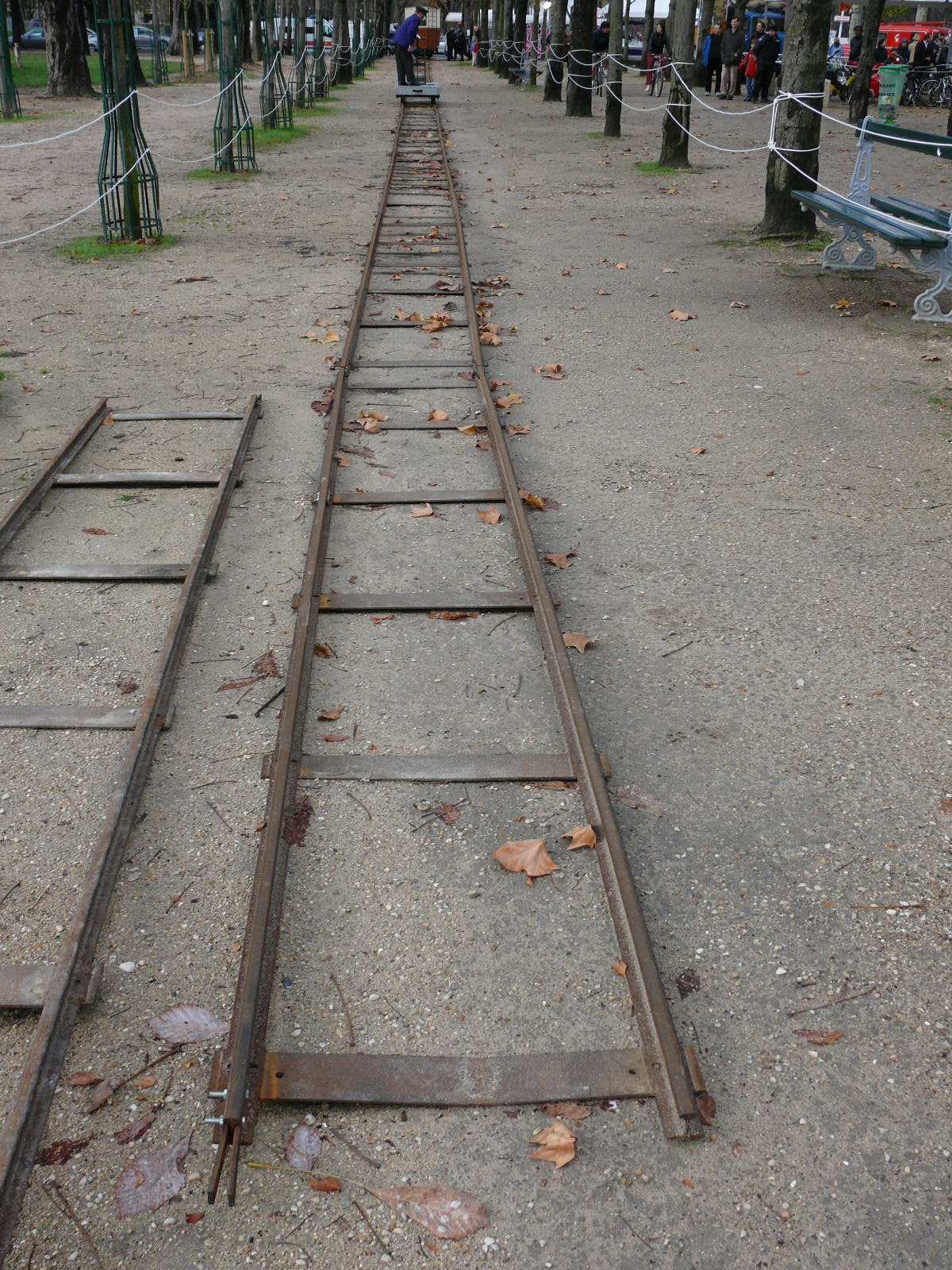
Panelen "draagbaar spoor" (600 mm)

De machinefabriek Decauville werd gesticht door Paul Decauville (1846-1922), een Franse pionier op het gebied van industriële spoorwegen en smal- en veldspoor. Het bedrijf bouwde ook normaalsporig materieel, alsook auto's, fietsen en motoren.

## Ontstaan
Paul Decauville, distillateur van suikerbieten, zag rond 1875 zijn oogst mislukken. In de modderige bodem, ontstaan door overvloedige regenval, was hij niet in staat met paard en wagen te oogsten. Om problemen in de toekomst te voorkomen ontwikkelde hij modulaire secties van draagbaar smalspoor, bestaande uit panelen van rails gemonteerd op stalen biels. Dit systeem kon makkelijk door één of twee man getransporteerd en geassembleerd worden. Na succesvolle introductie op zijn eigen boerderij richtte hij vervolgens een fabriek op voor massaproductie van dit systeem.

## Veldspoor
Het eerste Decauville-systeem had een spoorwijdte van 400 mm, die later evolueerde naar 500 en 600 mm. Dit succesvolle systeem kreeg veel navolging in andere landen, bijvoorbeeld Orenstein & Koppel in Duitsland en Spoorijzer in Nederland. Tijdens de Eerste Wereldoorlog werd het systeem een militaire standaard voor zowel Frankrijk, Duitsland als het Verenigd Koninkrijk. Het militaire système Péchot - vernoemd naar een Franse kolonel - was een verdere ontwikkeling van het Decauville-systeem.
In Nederland houdt het Decauville Spoorweg Museum (DSM) dit industrieel erfgoed in stand.(gesloten sinds 2014)

## Smalspoor
Voor metersporige lijnen ontwikkelde Decauville stoomlocomotieven en treinstellen voor gebruik in Frankrijk, Frans-Soedan, Frans-Guyana en Indochina. 
De vele suiker-riet-smal-spoor-netwerken in Indonesië die er vooral op Java zijn en waren worden ook wel als decauville aangeduid.

## Normaalspoor
Voor de Franse markt heeft Decauville vele treinstellen en locomotoren gebouwd.

## Enkele voorbeelden
- In Noyon in Frankrijk is er op de tweede etage van de kathedraal nog altijd decauville spoor van minder dan 600 mm. breed aanwezig. Echt Decauville spoor, want de naam staat op een draaischijf.
- Alleen al rondom Villeron in Frankrijk lag er in 1934 40 kilometer decauville spoor voor suikerbieten. Er zou nog wat rails aanwezig zijn, en ook in Gouzangrez.
- In 1902 werd in Tahiti het postkantoor per decauville spoor verplaatst.
- Op de vierde etage van de Eiffeltoren is decauville spoor geweest voor zoeklichten.
- In 1888 werd te Parijs een kanoneerboot vanuit het water over decauville spoor vervoerd naar de wereldtentoonstelling; alleen bleek hij niet in het gebouw te passen.......
- In het Musée des arts te Parijs in de kloosterkerk van St-Martin-des-Champs is in het gebouw decauville spoor aanwezig.